# Henning Witte
Henning Witte, född 29 april 1958, är en tysk-svensk jurist som under 1990-talet och i början av 2000-talet var ombud för två anhörigföreningar efter Estoniakatastrofen. I den frågan har han drivit linjen att förlisningen inte var en olycka, som är den officiella förklaringen, utan tvärtom att det var en medveten sänkning genom sprängning. Han har framhållit behovet av en ny oberoende utredning och kritiserat beslutet att inte tillåta dykningar på grund av griftefriden. Witte menar att det har skett en mörkläggning om Estoniafallet.

## Witte och Estoniakatastrofen
Efter förlisningen av M/S Estonia bildades anhörigföreningar och Witte blev 1996 juridiskt ombud för Internationella stödgruppen för anhöriga och överlevande i Estoniakatastrofen (DIS, "Den Internationella Stödgruppen") med syfte att inleda en process mot Meyervarvet och klassningsföretaget Bureau Veritas. Föreningen skakades efter några år av interna motsättningar vilket ledde till att styrelsen och Witte polisanmälde varandra för förskingring och förtal. I juni 2002 bildades istället en ny anhörigförening Estonia Litigation Association för att på nytt aktivera processen i Frankrike med Witte som juridiskt ombud. 
Även denna gång uppstod dock en konflikt mellan Witte och styrelsen varvid han avgick. I egenskap av juridiskt ombud intervjuades han av press och media ett antal gånger under 1990-talet och 2000-talet. 1997 medverkade han i TV-programmet Efterlyst, där teorin om Estonias sprängning presenterades. 1998 intervjuades han i Aftonbladet, med anledning av att ett dykningsförsök genomförts av privatdykare. Han sa då bland annat att 95 procent av de anhöriga var positiva till dykningar, och att han själv menade att haverikommissionen gjort ett dåligt jobb.
1999 gav han ut en bok M/S Estonia sänktes: nya fakta och teorier om Estoniagate, där han presenterar sina teorier. 2003 hade den kontroversiella Estoniafilmen Baltic Storm premiär i Tyskland och året efter i Sverige. I samband med Sverigepremiären intervjuades Witte av Dagens Nyheter, och uttryckte då en förhoppning om att filmen skall väcka debatten och förhoppningsvis även öppna upp för en ny och oberoende utredning. Han har fortsatt att vara engagerad i frågan även under senare år, bland annat genom föreläsningar.

## Wittes teori om MUST
Enligt Henning Wittes teori kontrolleras TT och Sveriges Radio av Styrelsen för psykologiskt försvar som i sin tur är en del av den militära säkerhetstjänsten MUST.

## Övriga intresseområden
Andra områden han intresserat sig för ur ett kritiskt och konspiratoriskt perspektiv är tankekontroll och hjärntvättning, Ivar Kreugers bortgång och Raoul Wallenbergs öde samt banksystemet. Dessa frågor och teorier driver han via den egna webb-tv-kanalen White TV.

## Delaktig i ett nytt parti
I februari 2017 var Henning Witte delaktig i uppstarten av ett nytt politiskt parti i Sverige, Populisterna.